# Herz aus Stein
Herz aus Stein è un film televisivo del 1995 diretto da Nicos Ligouris.

## Trama
Un orfano che vive per strada incontra un'anziana donna malata e suo figlio che si prende cura della madre con l'aiuto di un'infermiera polacca.

## Distribuzione cinematografica
In Germania il film è stato distribuito anche nei cinema in una versione della durata di 81 minuti.

## Riconoscimenti
- 1995 - Thessaloniki Film Festival
  - Miglior scenegiatura (ex aequo con Guiltrip - La colpa)
  - Candidatura al Golden Alexander